# Robert Lee Bullard

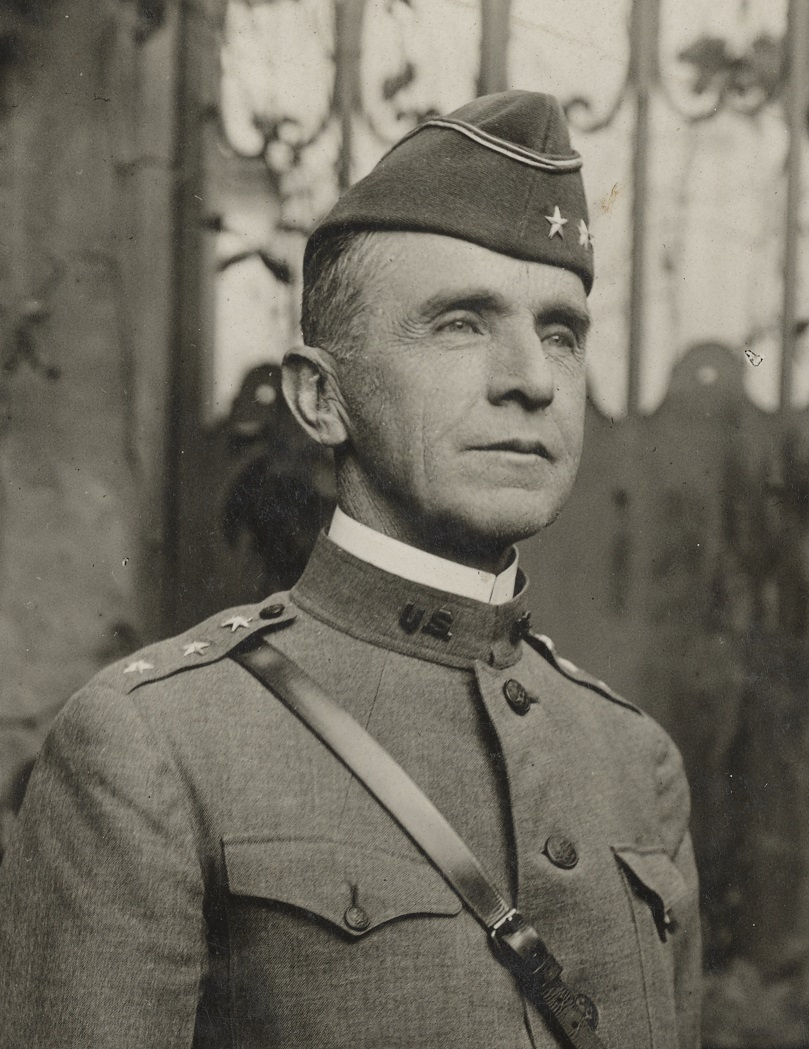
General Robert Lee Bullard, 1918

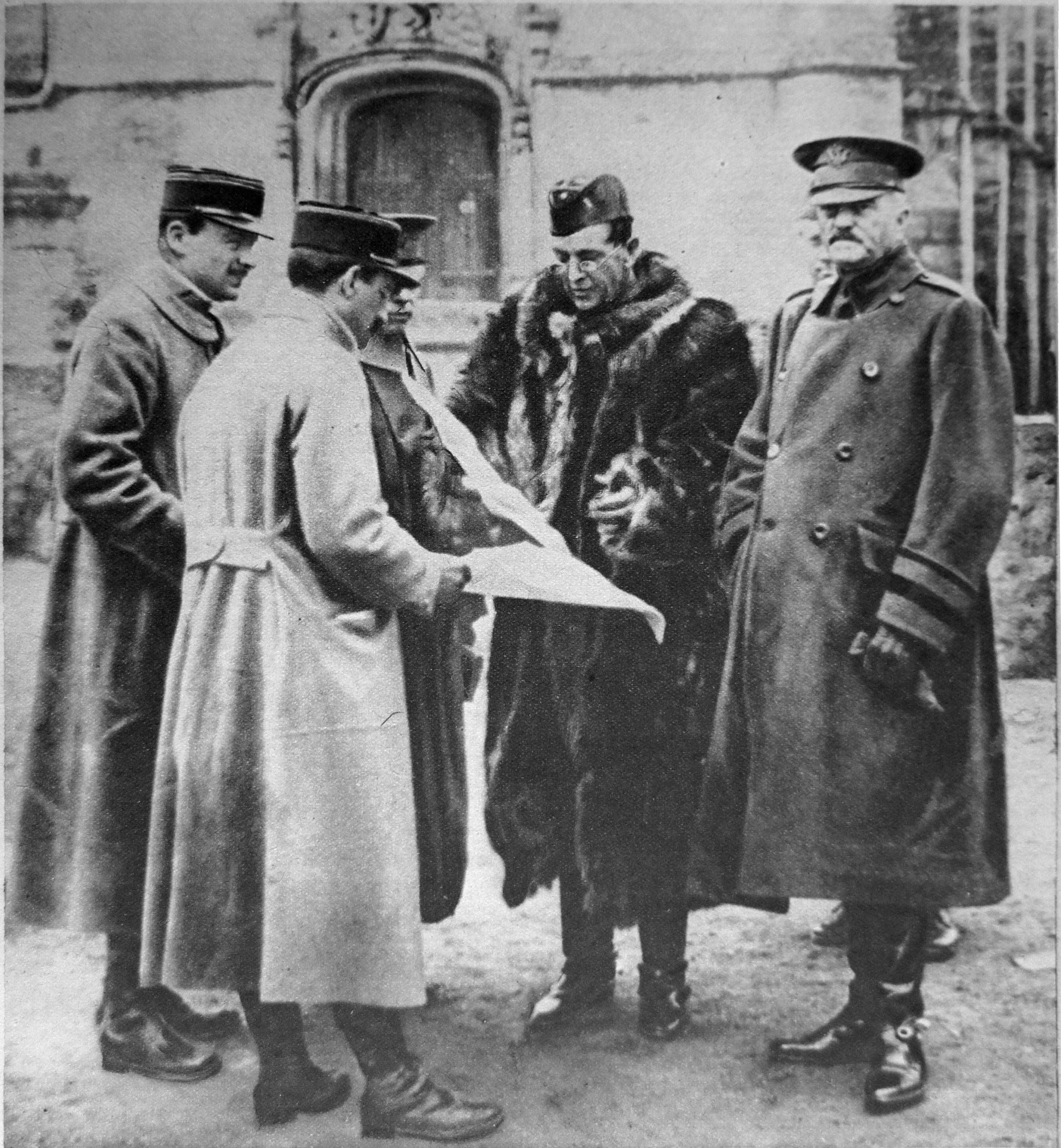
Die Generäle Pershing und Bullard (Mitte rechts) mit französischen Offizieren im Ersten Weltkrieg

Robert Edward Lee Bullard (* 5. Januar 1861 in Yongesborough, Lee County, Alabama; † 11. September 1947 in Fort Jay, New York) war ein US-amerikanischer Offizier, zuletzt Generalleutnant.

## Leben
Bullard schloss 1885 die United States Military Academy ab. Er diente als Offizier unter anderem in den Indianerkriegen, im Spanisch-Amerikanischen Krieg, auf den Philippinen und in Kuba. 1911 wurde er zum Oberst befördert und besuchte 1912 das Army War College.
Nach dem Eintritt der Vereinigten Staaten in den Ersten Weltkrieg 1917 folgten schnelle Beförderungen zum Brigadegeneral und Generalmajor. Von Dezember 1917 bis Juli 1918 befehligte Bullard die 1st Infantry Division (Big Red One), den erfahrensten Verband der American Expeditionary Forces (AEF). Im Mai 1918 führte er die Division zur Eroberung von Cantigny, der ersten größeren eigenständigen Operation der AEF. Anschließend erhielt Bullard unter Beförderung zum Brevet-Generalleutnant den Befehl über das III. Corps, mit dem er an der Schlacht an der Marne und der Maas-Argonnen-Offensive teilnahm. Im Oktober 1918 erhielt er den Befehl über die neuaufgestellte Second United States Army mit dem Auftrag, auf Metz vorzustoßen.
Nach dem Krieg diente Bullard in administrativen Verwendungen bis zu seiner Versetzung in den Ruhestand 1925. 1930 wurde er auf der retired list zum substanziellen Generalleutnant befördert. Im Ruhestand betätigte er sich als langjähriger Präsident der National Security League.

## Schriften
- Personalities and Reminiscences of the War, 1925
- American soldiers also fought, 1936